# Cortes di Cadice

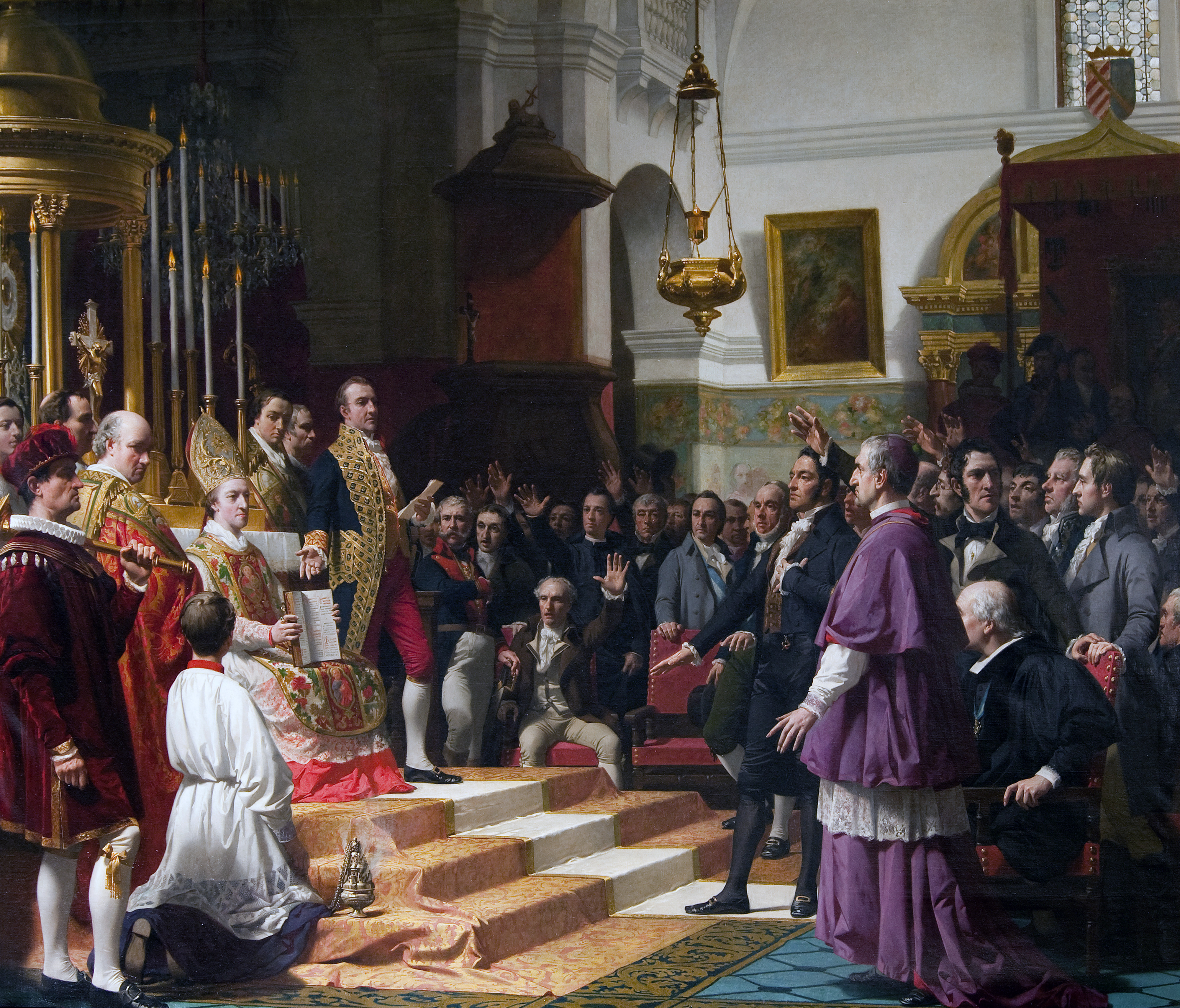
Insediamento delle Cortes di Cadice di fronte al Vescovo di Orense

Le Cortes di Cadice furono un'assemblea nazionale, riunita nel grande emporio commerciale spagnolo di Cadice, che, il 19 marzo 1812, nel corso dell'ultimo anno della Guerra d'indipendenza spagnola, promulgò la Costituzione spagnola del 1812.

## Contesto

### Invasione francese della Spagna
A quel tempo, la Spagna era dilaniata dalla Guerra d'indipendenza spagnola, seguita all'invasione napoleonica del 1808, segnata dall'insurrezione di Madrid, repressa da Gioacchino Murat il 2 maggio 1808. Napoleone aveva preso prigioniero il re Ferdinando VII, che a sua volta aveva detronizzato il padre, Carlo IV, e lo aveva trattenuto insieme al secondogenito Don Carlos ed all'intera famiglia reale.
Tecnicamente avvenne che Ferdinando VII abdicasse a favore del padre, questi a favore di Napoleone, il quale, a sua volta, il 7 luglio 1808, abdicò a favore del proprio fratello maggiore, Giuseppe Buonaparte, dal 1806 re di Napoli.

### Costituzione di Bayonne

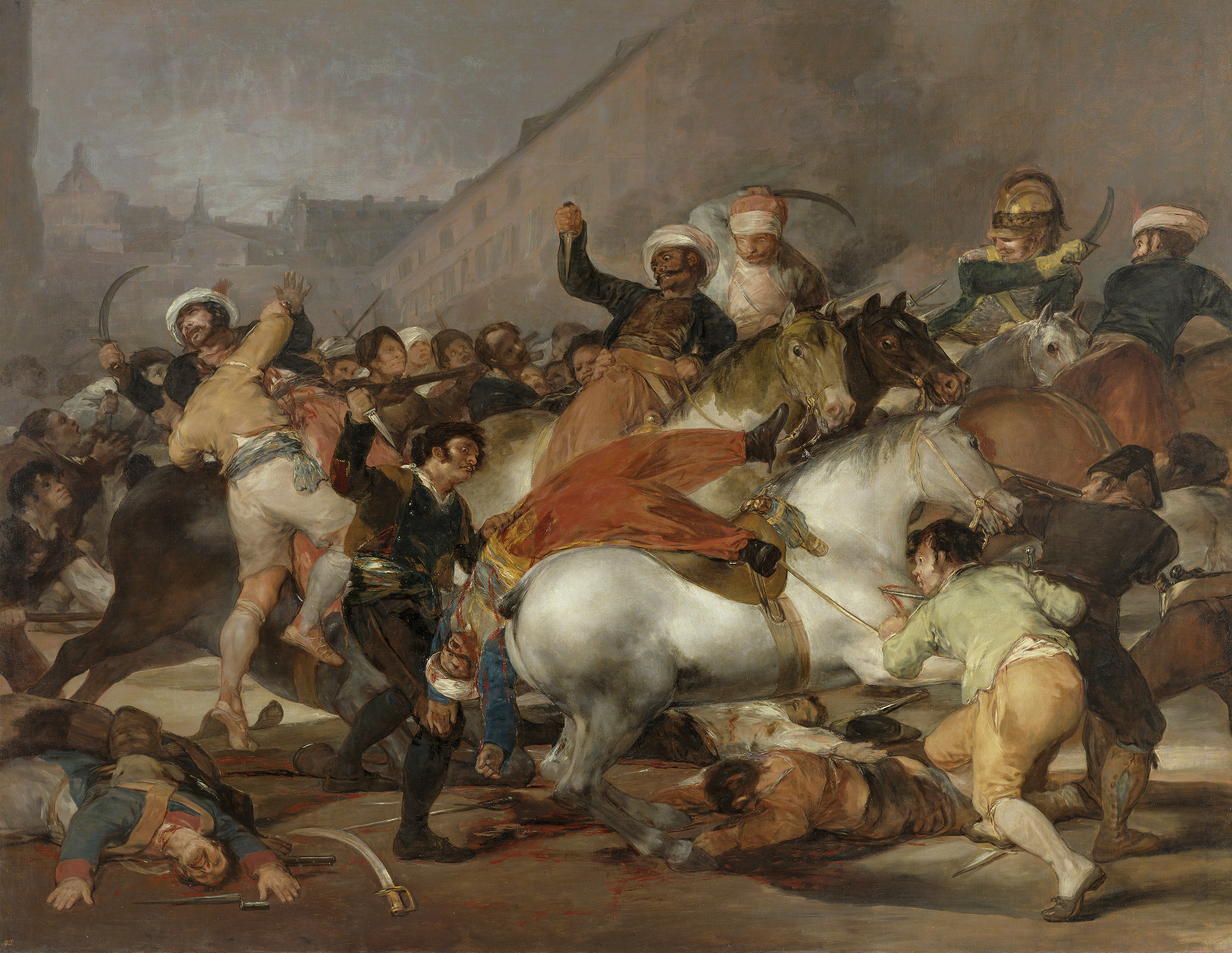
400px, Il 2 maggio 1808 (o la carica dei Mammelucchi), 1814, olio su tela, 266 x 345 cm. Museo del Prado, Madrid.

Nel corso del proprio breve regno, Napoleone convocò a Bayonne un'assemblea di 65 rappresentanti spagnoli, tenuta fra il 15 ed il 30 giugno. Essa accettò la cosiddetta Costituzione di Bayonne, redatta dall'Imperatore e promulgata dal nuovo sovrano, Giuseppe Bonaparte, l'8 luglio. La Costituzione di Bayonne metteva fine alla tradizionale monarchia assoluta, introducendo un regime costituzionale d'impronta napoleonica, che attirò la simpatia di parte della classe dirigente spagnola, poi detti afrancesados.

## Esigenza di un testo liberale e legittimista

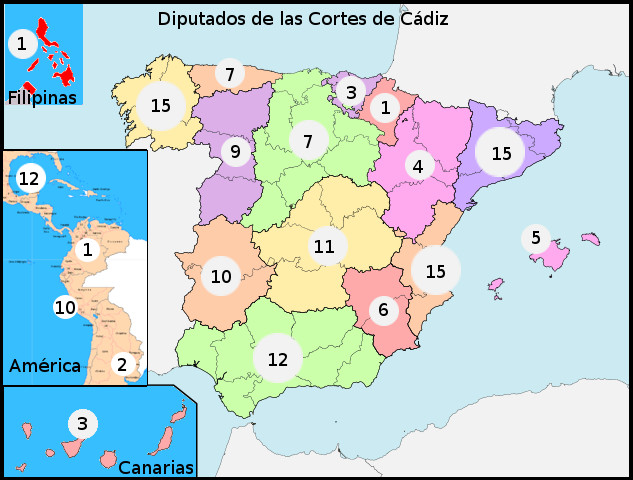

La sua promulgazione, tuttavia, rappresentava un'abile mossa cui legittimisti ed alleati inglesi dovettero, in qualche modo, reagire. Ma per una tanto ambiziosa operazione costituzionale occorreva:
- un nuovo governo centrale,
- che esso guadagnasse un'adeguata legittimazione popolare,
- una pausa nella pressione francese.

### Creazione di un nuovo governo centrale
A seguito dell'insurrezione di Madrid, in tutta la Spagna si manifestò un fenomeno di resistenza, che si esprimeva in innumerevoli Giunte di Difesa (Juntas Locales de Defensa, Juntas Regionales de Defensa). Esse venivano variamente guidate da comandanti militari, leader guerriglieri, gruppi di notabili, specie nelle zone fuori dal controllo francese. I quali competevano fra loro, per l'autorità, città per città, regione per regione.
Tali divisioni riflettevano il vivace dibattito politico che divideva il fronte legittimista, favorevole a Ferdinando VII. Vi erano, schematicamente, rappresentati tre partiti:
- i conservatori, favorevoli al mantenimento della monarchia assoluta;
- i liberali, favorevoli a rispondere alla Costituzione di Bayonne con una nuova carta legittimista ma liberale;
- i cosiddetti Jovellanos, favorevoli alle riforme ma ostili alle tendenze rivoluzionarie.

Esisteva anche una Giunta Centrale Suprema, costituita il 25 settembre dello stesso 1808 in Aranjuez, nei pressi di Madrid, poi trasferita a Siviglia. Essa disponeva di assai limitata autori, benché essa si riservasse, in assenza del sovrano, mano libera sulla condotta bellica e la ricostruzione dello stato.

Nel 1810 essa dovette trasferirsi da Siviglia a San Fernando (allora nota come Isola dei Leoni), appena fuori la grande città portuale di Cadice. Scelta obbligata, in quanto le due città, poste sotto la protezione della flotta inglese, erano in quel momento le uniche due non occupate dalle truppe napoleoniche. Lì assistette, impotente, alla capitolazione dell'Andalusia.
La Giunta Centrale Suprema rappresentava l'unico governo nazionale che rivendicasse il potere legittimo di Spagna e tutti, conservatori, liberali, Jovellanos, avevano interesse a rafforzarne la legittimità.

### Creazione di un'assemblea legittimista

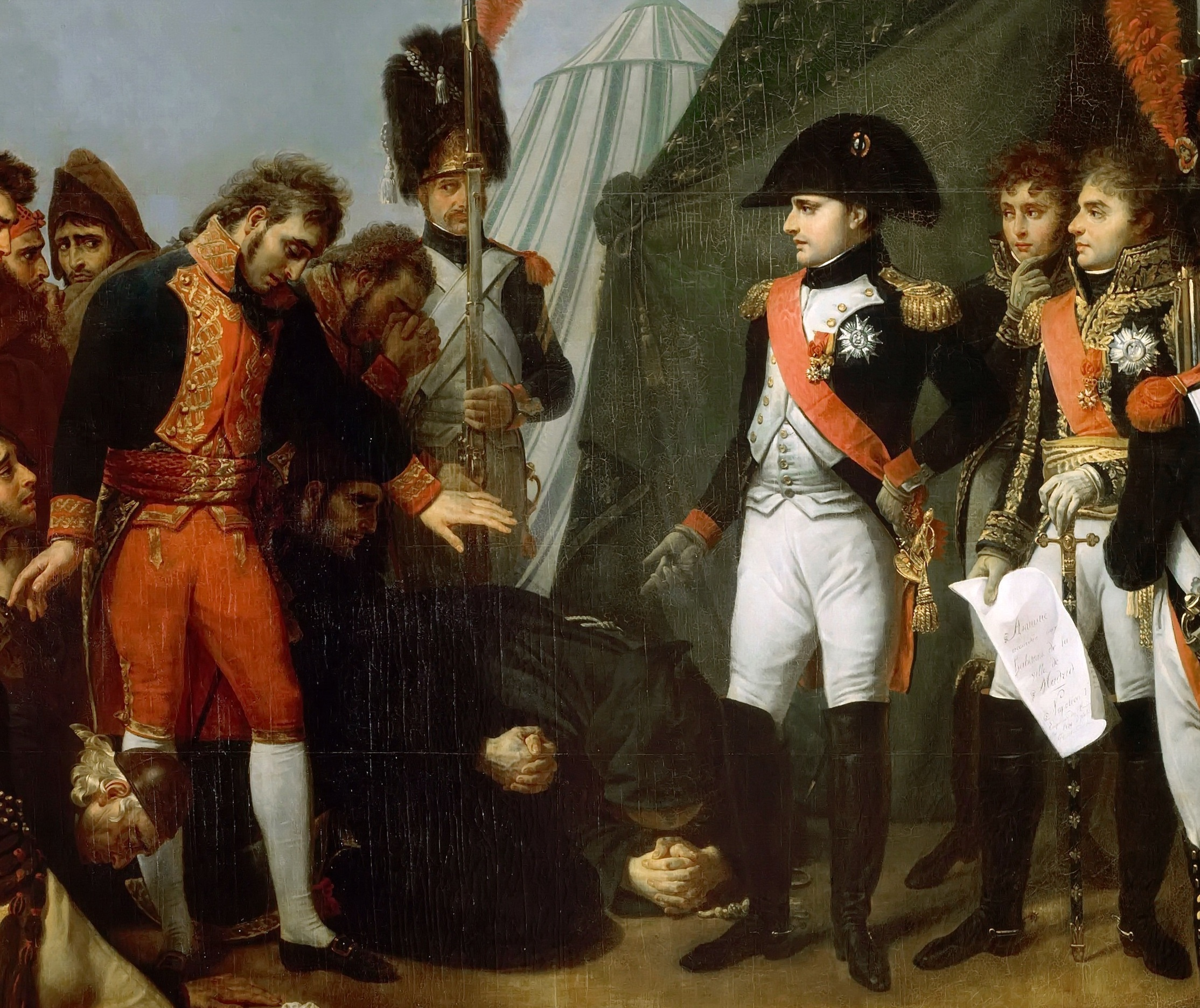
Napoleone accetta la resa di Madrid, pittura di Antoine-Jean Gros, 1810

Ciò consentì alla Giunta Centrale Suprema di segnare il suo maggiore successo, quando fu capace di mettere d'accordo diverse parti circa la convocazione di un'assemblea nazionale, da riunirsi presso di sé, in San Fernando.
La nuova assemblea, chiamata Cortes, secondo la tradizionale dizione iberica, era stata convocata con la vaga intenzione di riunire tutti gli Spagnoli (rappresentanti di tutte le province del regno, inclusi taluni dalle colonie americane e, sembra, perfino dalle Filippine).  Tanto che molti intesero che lo scopo fosse unicamente di organizzare una sorta di reggenza allargata, in attesa del ritorno del re dalla cattività francese.
Ad ogni buon conto, la legittimità della Giunta Centrale Suprema veniva sostanzialmente rafforzata e rappresentava, ora e sicuramente, l'unico potere legittimo di Spagna, opposto a quello di Giuseppe I e dei suoi afrancesados.

### Intervento inglese
Una volta riunita, l'assemblea dovette far fronte alla rinnovata iniziativa francese: nel luglio 1810 Massena aveva invaso il Portogallo (e sarebbe stato respinto solo alla battaglia di Fuentes de Oñoro il 3-5 maggio 1811), mentre iniziava l'assedio della stessa Cadice.
L'azione del corpo di spedizione inglese del Wellington, tuttavia, cominciò a farsi assai efficace, con la vittoria alla Battaglia di Albuera (16 maggio 1811). Caddero poi le città fortificate di Ciudad Rodrigo e Badajoz, il 19 gennaio e 6 aprile 1812. Seguì la grande vittoria alla battaglia di Salamanca (il 22 luglio) che portò alla liberazione di Madrid il 6 agosto 1812.

## La nuova costituzione

### Prima riunione delle Cortes a Cadice
Nel 1810 le tre pre-condizioni necessarie alla riorganizzazione dello Stato erano, quindi, poste.
La sessione di apertura delle Cortes ebbe luogo il 24 settembre 1810, in un teatro poi ribattezzato Teatro de las Cortes. Dopodiché San Fernando venne minacciata da un'avanzata francese, ragion per cui le sessioni vennero trasferite, nella vicina e protetta Cadice, nell'oratorio di San Filippo Neri.

### L'accordo fra liberali e Chiesa

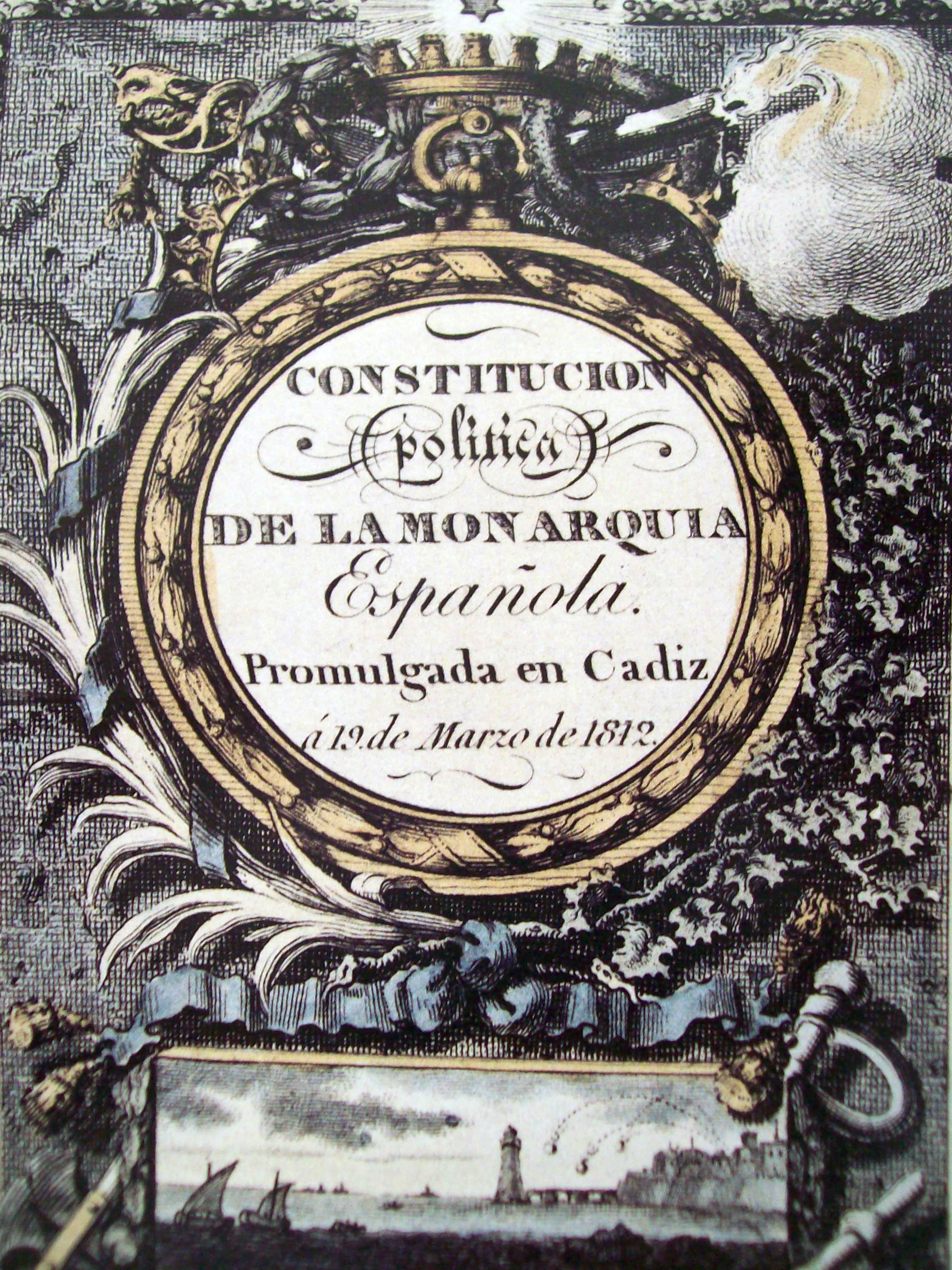
Frontespizio della edizione originale della Costituzione spagnola del 1812.

L'apertura delle Cortes venne resa possibile dal generale clima di unione nazionale, imposto dalla guerra in corso che permise a liberali e Chiesa una collaborazione che sarebbe poi, assai spesso, mancata nella successiva storia spagnola.  Basti, a testimoniarlo, la composizione dell'assemblea, della quale facevano parte: 90 ecclesiastici, 56 giuristi, 30 militari, 14 nobili, 15 cattedratici, 49 alti funzionari, 8 commercianti, 20 senza professione definita. Ovvero le modalità della sessione inaugurale, cominciata con una processione, seguita da una messa ed istruzioni del presidente della Reggenza, il vescovo di Orense.
Da segnalare come l'assemblea fosse stata convocata sulla base dell'antico principio di rappresentanza dei tre Stati (clero, nobiltà, terzo stato). Inoltre, la presenza di una manciata di borghesi venne resa possibile dall'assenza di taluni nobili, impossibilitati a viaggiare a causa della guerra e dell'occupazione.

### La trasformazione delle Cortes in "assemblea costituente"
Tale equilibrio si complicò (ma non si ruppe) quando i successi contro i Francesi resero più concreto il ritorno di Ferdinando VII.
I molti liberali presenti alle Cortes (compresi, di necessità, molti ecclesiastici e nobili) operarono, quindi, per trasformare l'assemblea da organo provvisorio di governo in assemblea costituente. Con l'esplicito intento di introdurre una costituzione, liberale ma legittimista e cattolica.  In modo da legare, quanto più possibile, le mani al restaurato sovrano, quando fosse rientrato in patria.

### L'opposizione monarchica
Tale mossa, pur nel generale clima di unione nazionale, venne percepita come una forzatura da una parte del partito conservatore, i quali pure avevano approvato la riunione delle Cortes, sinché si erano limitate alla gestione della reggenza.

Essi presero a negare la legittimità delle decisioni di un'assemblea riunita in assenza del re. Ma, ormai, era troppo tardi.

## Promulgazione della Costituzione

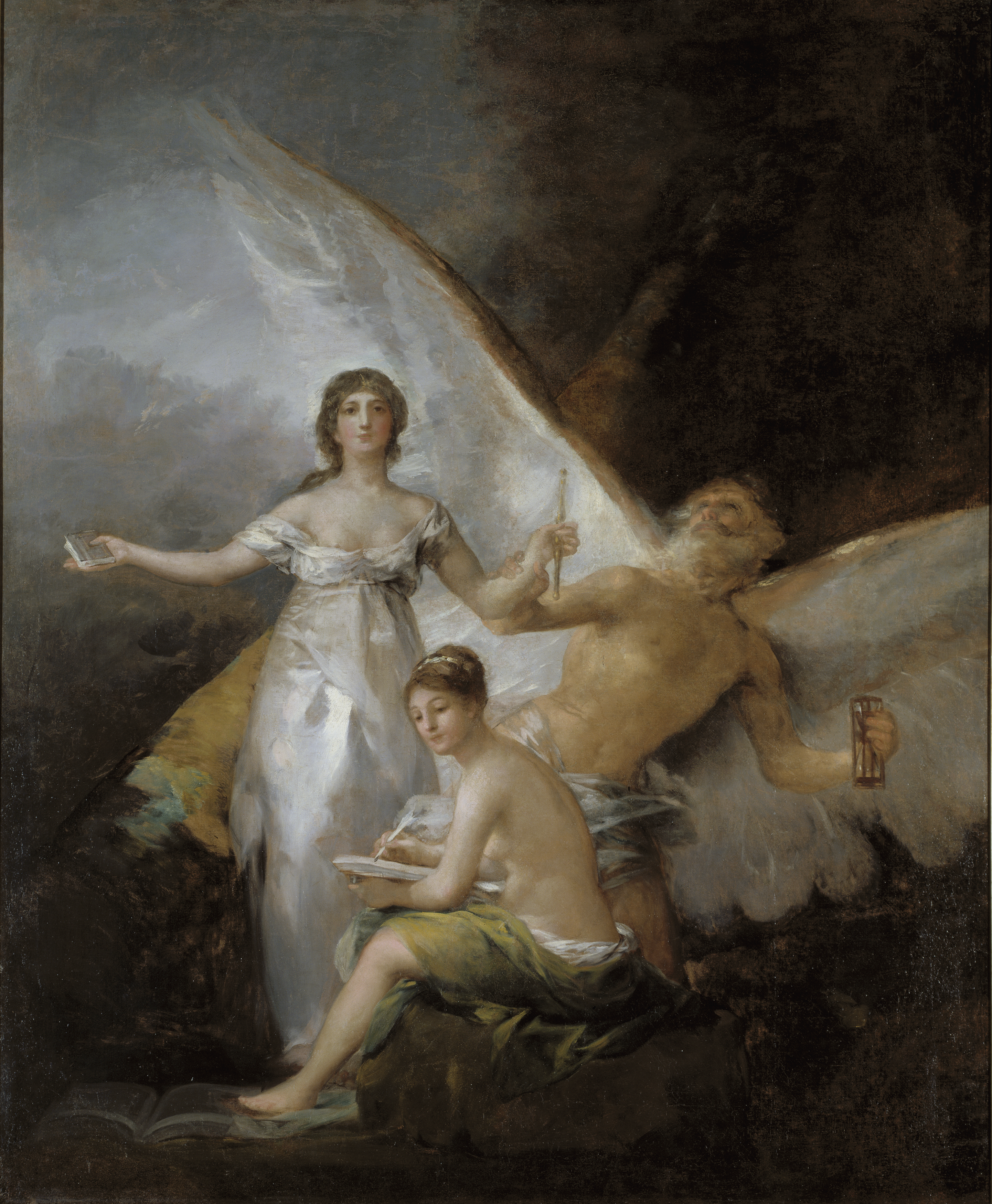
Allegoria della Costituzione del 1812, Museo di Stoccolma

La nuova costituzione venne promulgata il 19 marzo 1812.  Essa ribadiva la legittimità di Ferdinando VII quale re di Spagna. Ma conteneva notevoli progressi in senso costituzionale: la sovranità risiede nella nazione, libertà di impresa, abolizione dell'Inquisizione, l'inviolabilità del domicilio e delle persone dei deputati, fra gli altri.

## Abolizione, ristabilimento e nuova abolizione
Appena Ferdinando VII rientrò in Spagna, il 24 marzo 1814 (a seguito di un accordo con Napoleone, poco prima dell'abdicazione di quest'ultimo), ripudiò la costituzione (4 maggio) e dissolse le Cortes, fermando molti leader liberali (10 maggio). Egli giustificò i propri atti con l'argomento già fatto proprio dal partito conservatore, ovvero l'illegittimità degli atti approvati da un'assemblea riunita in assenza del sovrano.
L'opposizione liberale provocò, nel 1820, una rivoluzione che resse il governo per un triennio, sinché non venne abbattuta, nel 1823, da una nuova invasione francese, questa volta comandata dai Borbone (ma che comprendeva moltissimi reduci delle guerre napoleoniche).